# Chmilnyk
Chmilnyk (ukrainska: Хмільник, ryska: Хмельник, polska: Chmielnik) är en turistort i Vinnytsia oblast i Ukraina. Orten är också administrativt center i rajonen med samma namn, och ligger längs den övre delen av Södra Bug, cirka 67 kilometer nordost om Vinnytsia. 2018 beräknades orten ha 27 941 invånare. Staden är en av de äldsta i Podolien. 
Staden totalförstördes under andra världskriget. Fronten var i juni 1941 nära staden, och 16 juli samma år intog den tyska armén staden. Stadens judiska befolkning decimerades i samband med ett våldsamt folkmord. Under två fredagar, 9 och 16 februari 1942, dödade de tyska styrkorna mer än 8 000 av stadens invånare. Efter våldsamma strider befriades staden 18 mars 1944 från Nazityskland.
Stridigheter utbröt även i staden under Rysslands invasion av Ukraina 2022.

## Vänorter
- Busko-Zdrój, Polen
- Szczawnica, Polen